# Enrico Mirti della Valle
Enrico Mirti della Valle (Roma, 22 agosto 1898 – Roma, 2 ottobre 1968) è stato un militare italiano, ufficiale superiore della Regia Marina durante la seconda guerra mondiale ed ammiraglio di squadra nel dopoguerra.
È ricordato per il suo ruolo di comandante del cacciatorpediniere Antonio Pigafetta nel 1941-1942 durante la battaglia dei convogli tra Italia e Africa Settentrionale, dove ottenne una medaglia d'argento ed una di bronzo al valor militare. È stato decorato anche con la Croce di cavaliere dell'ordine militare d'Italia per le operazioni della difesa della Sicilia (30 novembre 1950).

## Biografia
Di nobili origini e figlio di Quintilio e di Pia Fiorineschi, Enrico Mirti della Valle entrò nell'Accademia navale di Livorno giovanissimo, ottenendo il grado di guardiamarina di complemento nel 1917. Passato in servizio permanente effettivo il 21 aprile 1918 ebbe vari incarichi a bordo e a terra ottenendo il grado di capitano di fregata del Ruolo Comando Navale il 1º luglio 1933. Nel 1926 nel frattempo aveva sposato la signora Abes Gambini.
Promosso capitano di vascello nel 1940, all'entrata in guerra del Regno d'Italia (10 giugno 1940) si trovava al comando della Difesa della piazza Militare Marittima di Messina.
Nell'agosto 1941, dopo un breve periodo al comando dell'incrociatore leggero Giovanni delle Bande Nere (dal 9 luglio al 7 agosto), assunse il comando del cacciatorpediniere Antonio Pigafetta e della XV squadriglia cacciatorpediniere, impegnata nelle numerose, delicate missioni di scorta ai convogli per la Libia in acque fortemente insidiate dal nemico. Conservò il comando del Pigafetta sino al luglio 1942 per passare al comando dello stato maggiore di Marina Trapani, occupandosi principalmente di traffico di rifornimenti alle truppe per la Tunisia (1942-1943) e della difesa del porto di Trapani durante lo sbarco americano (luglio 1943), dove infine fu catturato e tradotto prigioniero in Algeria sino al dicembre dello stesso anno.
Dopo la guerra ottenne incarichi al Consiglio superiore di Marina a Roma (1951) ed il comando militare marittimo della Sicilia (1951-1954). Promosso infine Ammiraglio di squadra nel 1959 all'atto del congedo. Si spense a Roma nel 1968.